# Спроба перевороту у Габоні (2019)
7 січня, 2019 р., частина збройних сил Габону анонсували державний переворот у Габоні.

## Передумови
24 жовтня 2018 року президент Габону Алі Бонго Ондімба переніс інсульт. Його було госпіталізовано в одну з клінік Ер-Ріяда. Під час перевороту президент знаходився в Марокко, де проходив лікування. 
31 грудня 2018 року президент звернувся до народу у новорічному телезверненні, в якому повідомив, що почуває себе добре і продовжує виконувати свої обов'язки. 
2 січня 2019 року за наказом президента США Дональда Трампа, у Габон були направлені 80 військовослужбовців для гарантування безпеки американських громадян, які знаходяться в Демократичній Республіці Конго на момент загострення ситуації після загальних виборів.

## Перебіг подій
У ранці понеділка воєнний речник та лідер Патріотичний рух сил оборони і безпеки Габону, лейтенант Келлі Ондо Обіанг (англ. Kelly Ondo Obiang), заявив на національному радіо та державному телебаченню, що він та його прихильники розчарувались у президентському Алі Бонго повідомленні до народу в переддень Нового року, сказавши що то «невблаганна спроба триматися за владу.» Обіанг також стверджував, що вони створюють «Національну реставраційну раду» з метою відновлення демократії в Габоні. Відключення від інтернету по всій країні згідно обсерваторії «NetBlocks» почалося приблизно о 07:00 UTC. Серед іншого, Обіанг передав наступне повідомлення на національне радіо:

День, що чекав жадібно, прийшов, коли армія вирішила поставити себе на бік народу, щоб врятувати Габон від хаосу … Якщо ви їсте, зупиніться; якщо ви п'єте, припиніть; якщо ви спите, прокидайтеся. Розбудіть своїх сусідів … піднімайтесь як один і візьміть контроль над вулицею.

На момент перевороту, 7 січня, президент Бонго отримував медичне лікування у Марокко; він перебував за межами країни близько 2 місяців
Через декілька годин після оголошення перевороту урядові чиновники заявили, що ситуація «перебуває під контролем», повстанці заарештовані або переховуються. Обсерваторія «NetBlocks» заявила що інтернет зв'язок був відновлений у Габоні приблизно о 10:00 UTC.